# Who Is Alive?
"Who Is Alive?" es el tercer episodio de la segunda temporada de la serie de televisión de ciencia ficción y suspenso psicológico Severance. Es el episodio número 12 en general de la serie y fue escrito por la productora Wei-Ning Yu y dirigido por el productor ejecutivo Ben Stiller. Se estrenó en Apple TV+ el 31 de enero de 2025.
La serie sigue a los empleados de la corporación ficticia Lumon Industries, una empresa que utiliza un programa de "cercenadura" en el que sus recuerdos no laborales se separan de sus recuerdos laborales. En el episodio, el innie de Mark continúa la búsqueda de la Sra. Casey, mientras Dylan recibe una visita sorpresa en su trabajo. Mientras tanto, Cobel considera su futuro con Lumon, mientras Milchick recibe un regalo.
El episodio recibió elogios de la crítica, que elogió las actuaciones, la intriga, la dirección y el suspenso.

## Trama
Cobel (Patricia Arquette), tras marcharse furiosa tras ser confrontada por Mark, pasa la noche en su auto cerca de una carretera rural. A la mañana siguiente, conduce hasta un cartel que indica una zona llamada Salt's Neck, antes de decidir regresar. Mark (Adam Scott) cronometra su entrada a Lumon.
En MDR, Mark imprime carteles de desaparecida de la Sra. Casey (Dichen Lachman) para distribuirlos en el piso cortado. Él y Helly (Britt Lower) deciden llevar los carteles al misterioso "departamento de cabras" con el que se toparon anteriormente.  Irving decide llevar los carteles a O&D; intenta convencer a un reticente Dylan de que se una a él, revelando que hizo bocetos de las pinturas de su outie del pasillo del piso de pruebas. La discusión es interrumpida por la señorita Huang (Sarah Bock), quien acompaña a Dylan a la sala de seguridad, que desde entonces se ha convertido en una suite de visitas familiares al aire libre. A Dylan se le concede una visita supervisada de 18 minutos con la esposa de su outie, Gretchen (Merritt Wever), quien le muestra a Dylan una fotografía de sus tres hijos. Dylan se entera de que su outie ha tenido problemas para encontrar otros trabajos y carece de dirección en la vida.
Milchick (Tramell Tillman) llega al trabajo y encuentra a Natalie (Sydney Cole Alexander) esperándolo en su oficina para transmitirle el elogio de la Junta hacia su desempeño. Como muestra de gratitud, le entregan una galería de pinturas que representan a Kier Eagan como negro, lo que lo ofende visiblemente. Mark y Helly llegan a la habitación donde encontraron las cabras por primera vez y notan que hay un pasillo estrecho en el interior. Se arrastran a través de él y emergen en un gran pastizal interior para cabras. Allí conocen a una mujer llamada Lorne (Gwendoline Christie), quien les informa que están en el departamento de crianza mamífera. Mark le pregunta a Lorne si ha visto a la Sra. Casey; Lorne esquiva sus preguntas y, cuando lo presionan, convoca al resto de empleados desaliñados para rodear a Mark y Helly. Mark sostiene que los innies deben apoyarse entre sí para no terminar "desaparecidos" como la Sra. Casey; Lorne finalmente admite que la Sra. Casey solía realizar sesiones de bienestar en sus tanques de cría y promete no obstaculizar la búsqueda de MDR
Mientras tanto, Irving llega a O&D y encuentra a Felicia (Claudia Robinson), y los dos recuerdan alegremente sus recuerdos de Burt. Mientras mira los dibujos de Burt que Irving hizo, Felicia ve accidentalmente su boceto del pasillo oscuro y le dice a Irving que se parece al "salón de exportaciones", donde los empleados anteriores de O&D llevaban los productos que fabricaban. Esa noche, Helena sale de la oficina y encuentra a Cobel esperándola en el estacionamiento. Cobel acepta volver a unirse a Lumon siempre que ella sea recontratada como la gerente de piso cortado para garantizar que Mark termine el archivo de Cold Harbor; Helena, en cambio, sugiere una reunión improvisada con la junta, pero Cobel se asusta y se va. 
Natalie visita a Ricken (Michael Chernus) para hablar sobre la adaptación de su libro de autoayuda, The You You Are, para los innies. Devon (Jen Tullock) y Mark pegan letras que forman la palabra "¿QUIÉN ESTÁ VIVO?" en una lámpara ultravioleta, con la esperanza de comunicarse con su innie quemando una imagen residual en su retina. Mark prueba el dispositivo solo en su auto, pero es interrumpido por Reghabi (Karen Aldridge), quien le explica que su estrategia no funcionará ya que el chip dilata las pupilas. Ella afirma que la reintegración es la única manera de enviar mensajes dentro y fuera de Lumon. Al principio, Mark se muestra escéptico ante el destino de Petey, pero Reghabi le dice que ha mejorado con el procedimiento y le revela que Gemma está realmente viva. Mark, sorprendido, acepta inmediatamente reintegrarse. Mientras llevan a cabo el proceso en el sótano de Mark, éste comienza a alternar entre el presente y su orientación en el piso cortado.

## Producción

### Desarrollo
El episodio fue escrito por el productor Wei-Ning Yu y dirigido por el productor ejecutivo Ben Stiller. Esto marcó el primer crédito como guionista de Yu, y el octavo crédito como director de Stiller.

### Escritura
Dan Erickson explicó que la decisión de incluir la reintegración al principio de la temporada se basó en el deseo de pagar la contingencia de horas extras, sintiendo que "simplemente tenía sentido". Añadió: "Pensamos que lo más interesante de esto es que Mark logra comunicar una pieza importante de información y también obtener una pieza importante de información, y eso cambia el status quo en ambos lados. De repente, estamos viviendo en un mundo muy diferente tanto en el lado interno como en el externo. Por lo tanto, queríamos llevarlo a un punto en el que estuviera tratando activamente de hacer contacto con su parte interna y, en última instancia, tratando de salvar a su esposa".  En cuanto a su interpretación, Adam Scott explicó su método: "En la temporada 1, cuando estábamos descifrando las escenas del ascensor en las que se cambia de Innie a Outie una y otra vez, eso fue realmente instructivo. Fue realmente útil, solo como ejercicio, ir y venir súper rápido y realmente afinar los bordes de lo que era cada una... cuando vamos a la temporada 2 y filmamos estas escenas, realmente nos ayudó el poder definir cada una de ellas con tanta prisa en la temporada 1". 
Zach Cherry explicó que la decepción de Dylan al enterarse de que su forma outie tiene dificultades para encontrar un trabajo se debe a las expectativas que se ha fijado: "Pasa gran parte de la primera temporada haciendo hipótesis y auto-mitificando sobre quién podría ser por fuera, y creo que eso aumenta su confianza. Cuenta todas estas historias sobre cómo podría ser un capitán de barco fluvial, y hace espectáculos de músculos y se junta con mujeres a diestro y siniestro. Es capaz de contarse cualquier historia sobre quién es, y puede ser verdad. [...] Entonces dices: "Esta historia que me he estado contando sobre mí mismo no es verdad". Eso puede afectar a cómo te sientes sobre ti mismo y lo que quieres hacer en el futuro".  También describió su encuentro con Gretchen como "es como ir a una primera cita en la que ya sabes que la persona estará interesada en ti, así que hay un nivel de comodidad que viene con eso, a pesar de ser una situación muy extraña y algo inusual para ambos". 
Tramell Tillman explicó la reacción de Milchick ante la pintura: "Una de las reacciones [que tiene] es confusión, porque hay una profanación de Kier. Y también está esta cara pintada de negro que se supone que es una celebración o un reconocimiento de la diferencia de Milchick. Así que hay muchas cosas sucediendo".

### Rodaje
Escenas del Departamento de Criabilidad de Mamíferos se filmaron en el campo de golf Marine Park en Brooklyn. Se construyeron paredes en el campo de golf y el resto de la sala se rellenó en postproducción. En la escena se utilizaron más de 50 cabras vivas. 

## Reseñas críticas
"Who Is Alive?" recibió elogios de la crítica. Saloni Gajjar de The AV Club le dio al episodio una "A-" y escribió: "En una escena final estelar (ayudada por una banda sonora vibrante), la parte interior y exterior de Mark siguen intercambiando lugares en su cabeza, lo que demuestra que la reintegración probablemente ha funcionado. Suena la voz de Petey mientras le hace la pregunta existencial favorita de Severance: "¿Quién eres tú?". Sí, la espera para el episodio cuatro va a ser una tortura".
Alan Sepinwall de Rolling Stone escribió: "Al igual que la propia Reghabi, la idea parece surgir de la nada, especialmente en un episodio que, fuera de la escena de la gente cabra, no le ha dado a Innie Mark mucho que hacer, y por lo tanto se siente como un momento extraño en el que potencialmente eliminarlo como una entidad separada".  Ben Travers de IndieWire le dio al episodio una "B +" y escribió: "Después de dos semanas dedicadas exclusivamente al interior y luego al exterior de la sede de Lumon, el episodio 3 regresa al modelo tradicional de narración mitad Innie, mitad Outie de Severance, y sigue siendo el episodio más extraño de la temporada. Una razón por la que pueden surgir tantas curiosidades en una sola hora es porque cada uno de los personajes habituales de nuestra serie se va por su cuenta". 
Erin Qualey de Vulture le dio al episodio una calificación perfecta de 5 estrellas sobre 5 y escribió: "La conciencia de Mark comienza a cambiar violentamente. Su mente está cubierta de confusión y nos deleitan con un glorioso montaje de Mark despertándose en la mesa de la sala de conferencias, sus mundos Innie y Outie colisionando en un frenético revoltijo. Acentuada por una fabulosa caída de aguja, la escena es una descarga total. "Eminence Front" de The Who nos interpreta mientras el episodio nos deja (y a Mark) tambaleándonos con la posibilidad. Es hora de mi salida escalonada, así que voy a tomar el ascensor".  Sean T. Collins de Decider escribió: "Claramente, este episodio es principalmente un puente entre el trabajo de establecimiento realizado por las dos primeras entregas de esta temporada y lo que sucederá ahora que Mark se ha reintegrado. Los momentos e imágenes individuales son sus puntos fuertes: Cobel huyendo de ese estacionamiento, Milchick haciendo muecas ante la pintura condescendiente, Gwendoline Christie y Merrit Wever apareciendo, enormes drops de rock británico de los Stone Roses y los Who, etc. Pero Miss Casey y el Export Hall todavía están ahí, y por ahora al menos, es el viaje, no el destino". 
Brady Langman de Esquire escribió: "¿Podemos tomarnos un momento para apreciar lo lejos que ha llegado Mark? Su Outie acaba de pasar de '¡Está viva!', que se refiere a mi sobrino bebé, a rehacer toda la fisiología de mi cerebro para poder volver a ver a mi esposa en un solo episodio. Mientras tanto, la transformación de Innie Mark de narcisista corporativo a delegado sindical se siente completa. Y una vez más, solo tengo que mostrar mi aprecio por la actuación increíblemente humana de Adam Scott como ambos Marks. Felicitaciones a él y a todo el equipo de Severance".  Erik Kain de Forbes escribió: "En total, otro episodio fantástico de Severance. ¡Pasaron tantas cosas! Este es el primer episodio de la temporada en el que vemos tanto el mundo interior como el exterior, lo cual es bueno. Y cada personaje tiene su momento, desde el regalo sorpresa de Milchick hasta la visita de Dylan, la visita de los Mamallians Nurturable y el descubrimiento de Irving del Exports Hall, sin mencionar el procedimiento de Mark". 
Griff Griffin de Newsweek escribió: "El episodio termina con Mark experimentando lo que parece ser una crisis de identidad masiva, con su ubicación y vestimenta cambiando rápidamente de un lado a otro. En el lado positivo, podría tener una solución para cerrar la brecha entre su interior y exterior, que parece ser la forma en que finalmente puede encontrar a su esposa".  Breeze Riley de Telltale TV le dio al episodio una calificación de 4.5 estrellas de 5 y escribió: "Después de hacer que los espectadores regresen al mundo de Lumon, el episodio 3 de la temporada 2 de Severance, "Who is Alive?", los bombardea con información y giros. Para los fanáticos que aman los elementos de caja misteriosa del programa, el episodio es un gran momento".